# L'Italia (1912)

Prima pagina de «L'Italia» il giorno della firma dei Patti Lateranensi

L'Italia è stato un giornale quotidiano d'ispirazione cattolica, fondato a Milano su iniziativa del cardinale Andrea Carlo Ferrari, arcivescovo della città. Fu pubblicato dal 1912 al 1968, anno in cui si fuse con L'Avvenire d'Italia per dare vita al nuovo quotidiano cattolico Avvenire.

## Storia
L'Italia sostituì L'Unione, foglio milanese che venne chiuso contestualmente alla fondazione del nuovo giornale.

Il primo numero de L'Italia uscì il 25 giugno 1912, durante la guerra contro la Turchia per la conquista della Libia. Il nuovo giornale intese continuare la linea intransigente dell'Unione (difesa delle prerogative del pontefice nei confronti dello Stato italiano, condanna del modernismo, piena applicazione del Non expedit).
Nel 1916 L'Italia entrò a far parte della catena di giornali di Giovanni Grosoli, imprenditore e politico ferrarese. In quel periodo il quotidiano sostenne la nascita di un partito dei cattolici, che si concretizzò nel 1919 con la fondazione del Partito Popolare Italiano di don Luigi Sturzo.
Tra il 1922 e il giugno 1923 il quotidiano fu riportato alle dirette dipendenze della diocesi milanese. Il passaggio fu voluto dalla Santa Sede, che non riteneva che la catena di giornali di Grosoli rappresentasse correttamente il pensiero cattolico. L'operazione fu condotta dall'avvocato Luigi Colombo, allora presidente dell'Azione Cattolica.
La linea politica del giornale, comunque, rimase immutata: anche dopo l'operazione il direttore de L'Italia, il sacerdote Angelo Novelli, rimase favorevole al PPI.
In seguito al delitto Matteotti (11 giugno 1924), divenne chiara l'instaurazione in Italia di un regime dittatoriale. La curia di Milano difese il giornale da qualsiasi infiltrazione filo-fascista, correggendone la linea: da giornale politico a giornale eminentemente diocesano. Un passo decisivo in questa direzione fu la nomina a direttore di Ernesto Calligari, avvenuta il 29 novembre 1924. Calligari rimase direttore fino alla morte, avvenuta nel 1929. Gli successe monsignor Natale Oliva (1929-1935). Durante gli anni trenta, periodo di forte ridimensionamento per la stampa cattolica, L'Italia fu uno dei soli cinque quotidiani cattolici rimasti in vita; la diffusione ammontava a circa 40 000 copie giornaliere (di cui 19 000 su abbonamento).
Nel 1938 il quotidiano rischiò la chiusura per aver pubblicato, martedì 15 novembre, il testo integrale dell'omelia del vescovo di Milano, cardinal Ildefonso Schuster, che la domenica precedente aveva condannato dal pulpito del Duomo le leggi razziali fasciste. Solo la rimozione dall'incarico del direttore, Sante Maggi, poté evitare la soppressione del giornale. Fu sostituito da don Mario Busti.
Nel 1943 i bombardamenti degli Alleati su Milano causarono la distruzione della sede del quotidiano. Fu necessario trasferirsi a Cremona, da dove continuarono le pubblicazioni. Dopo l'8 settembre e la ripresa del potere da parte dei fascisti, don Busti fu processato e condannato a quindici anni di carcere. Successivamente, il giornale ritornò a Milano, dove riuscì a mantenersi non allineato alla Repubblica Sociale Italiana.

A fine 1944 la testata decise d'interrompere per protesta le pubblicazioni, dopo che le autorità fasciste avevano censurato il radiomessaggio natalizio di Pio XII. Dal gennaio 1945 uscì La settimana de L'Italia, nuova testata, con una foliazione più scarna, realizzata dalla stessa redazione del quotidiano. Portava la dicitura “settimanale diocesano a carattere religioso”, quindi era sottratta al controllo del governo repubblichino. Anche dopo la fine della guerra la testata continuò la cadenza settimanale. L'Italia tornò alle uscite quotidiane nell'aprile 1946.
Nel 1947 il quotidiano era diretto da monsignor Ernesto Pisoni. La società editrice era la "Impianti Tipografici Lombardi", presieduta da monsignor Giuseppe Bicchierai.
Nel 1955 fu nominato arcivescovo di Milano Giovanni Battista Montini. Sin dal suo arrivo nel capoluogo lombardo, Montini si interessò attivamente al giornale, incontrando tutte le settimane il direttore e instaurando un rapporto di fiducia con mons. Bicchierai.
Nel 1961 Montini, d'intesa con Bicchierai, decise di chiamare un nuovo direttore. La scelta cadde su Giuseppe Lazzati, esponente di primo piano dell'Azione Cattolica meneghina. Anche con Lazzati, Montini proseguì i consueti incontri settimanali. Dal canto suo il nuovo direttore sposò una linea politica vicina al centro-sinistra, sostenendo le scelte di Fanfani e Moro.
Nel 1963 Montini divenne Papa col nome di Paolo VI. L'anno dopo don Carlo Chiavazza sostituì Lazzati alla guida del giornale.
Dalla cattedra di Pietro, il nuovo Papa non diminuì il proprio interesse per la stampa. Anzi, Montini si fece promotore di un progetto che coinvolgeva l'intero quadro della stampa cattolica: la fusione de L'Italia con l'altro principale quotidiano cattolico nazionale, L'Avvenire d'Italia di Bologna. Il progetto incontrò i dubbi e le resistenze dei vescovi delle due città, che manifestarono la preoccupazione di perdere i propri organi di stampa, voci autorevoli e rispettate del panorama nazionale.
Contrario alla fusione dei due quotidiani si dichiarò anche il cardinale Giuseppe Siri, arcivescovo di Genova. Siri argomentò che la fusione rappresentava in realtà la chiusura di due quotidiani di lunga tradizione.
Il desiderio del Papa venne realizzato. Il primo di dicembre del 1968 uscì l'ultimo numero del quotidiano L'Italia, che quindi venne chiuso per fondersi, insieme all'Avvenire d'Italia, nel nuovo quotidiano Avvenire, con sede a Milano.

## Direttori
- Paolo Mattei Gentili (1912-?)
- don Angelo Novelli (1919?-1924)
- Ernesto Calligari (1924-1929)
- mons. Natale Oliva (1929-1935)
- Sante Maggi (1935-1939)
- don Mario Busti (1939-1945)
- don Ernesto Pisoni (1945-1961)
- Giuseppe Lazzati (1961-1964)
- don Carlo Chiavazza (1964-1968)